# Rhinopetitia
Rhinopetitia is een monotypisch geslacht van straalvinnige vissen uit de familie van de karperzalmen (Characidae).

## Soort
- Rhinopetitia myersi Géry, 1964